# Marah Durimeh

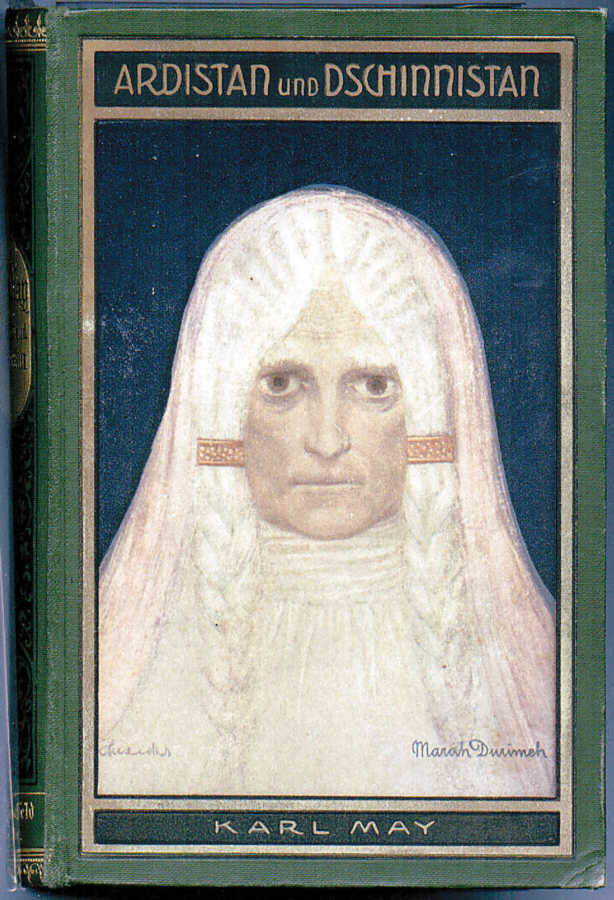
Marah Durimeh na kresbě Saschy Schneidera, vazba knihy Ardistan und Dschinnistan z roku 1904.

Marah Durimeh je významná ženská postava z románů německého spisovatele Karla Maye, které se odehrávají v Orientu a ve kterých vystupuje Kara ben Nemsí. Jde o románové cykly Ve stínu padišáha (1892, Im Schatten des Grossherrn) a V Říši stříbrného lva (1897–1903, Im Reiche des Silbernen Löwen) a román Ardistan a Džinistan (1907–1909, Ardistan und Dschinnistan). Kromě toho je zmiňována ve čtvrtém díle Vinnetoua (1909–1910, Winnetou IV.) a je hlavní postavou jediného Mayova dramatu Babylón a bible (1906, Babel und Bibel).

## Charakteristika postavy
Marah Durimeh je kurdská princezna a jako vdova po slavném králi je vládkyní v Sitaře. Je známa též jako Ruh'i Kulyan (Duch jeskyně), nebo Es Sahira (Kouzelnice). Ví se o ní, že napsala několik knih. Přesto, že je jí více než sto let, je plná fyzických i duševních sil, těší se všeobecné vážnosti a vystupuje také jako mírotvůrce v ozbrojených sporech mezi různými etnickými a náboženskými skupinami. Kara ben Nemsí ji dost často potkává a tráví s ní dlouhý čas v rozhovorech o náboženství, zlu a dobru.
Jak Karel May píše ve své autobiografii Můj život a mé cíle, inspirovala jej k vytvoření postavy Marah Durimeh jeho babička, která mu byla v dětství velmi blízká a která mu vyprávěla mimo jiné také pohádku o smyšlených zemích Ardistanu a Džinistanu (Ardistan je bažinatá nížina, země nízkých a egoistických forem bytí, zatímco Džinistan je země slunečných hor, humanity a lásky k bližnímu).
Na Marah Durimeh pohlížel Karel May jako na ženský protějšek indiánského náčelníka Vinnetoua. Oba měli být podobenstvím (Vinnetou v Americe a Marah Durimeh v Orientu), ukazujícím cestu od nízkého smyslového člověka k člověku ušlechtilému. Proto Karel May zamýšlel napsat o Marah Durimeh obdobně jako o Vinnetouovi několikadílnou knihu, ale svůj záměr již nestačil uskutečnit.

## Film
V němých filmech Na troskách ráje (1920) a Karavana smrti (1920) hrála Maru Durimeh německá herečka Anna von Palen. Ve filmové mayovce ze šedesátých let V říši stříbrného lva (1965) režiséra Franze Josefa Gottlieba hraje Maru Durimeh švýcarská herečka Anne-Maria Blanc.